# Yalal Talabani
Yalal Talabani, también Jalal Talabani (en árabe: جلال الطلباني Yalāl al-Talabānī; en kurdo: جه‌لال تاڵه بانی Celal Talebanî; Kelkan, 12 de noviembre de 1933-Berlín, 3 de octubre de 2017) fue un político iraquí de ascendencia kurda, nombrado sexto presidente de Irak desde el 7 de abril de 2005 hasta el 24 de julio de 2014, sucedido por el también kurdo Fuad Masum. Como fundador y secretario general de la Unión Patriótica del Kurdistán, uno de los dos principales partidos políticos kurdos iraquíes, Talabani era un destacado miembro del consejo interino iraquí que gobernaba tras la invasión de Irak en 2003.

## Vida personal
Talabani nació en 1933 en la aldea de Kelkan, en el sur de Kurdistán.

## Trayectoria política
Talabani se afilió al Partido Democrático Kurdo (PDK) con 14 años, y a los 18 fue elegido miembro del comité central. En 1953 ingresó en la facultad de Derecho, donde se graduó como abogado en 1959, después de lo cual lo reclutaron en el ejército iraquí. Durante los años sesenta estuvo al mando de la ejecutiva del PDK, convirtiéndose en una figura cada vez más importante dentro de la política kurda. Abandonó el PDK en 1966 con la intención de crear un grupo político más moderado, más democrático y menos tribal. De estas ideas nació la Unión Patriótica del Kurdistán en 1975.
Bajo su dirección, el UPK se enfrentó al PDK de Masud Barzani después de la guerra del Golfo en 1991. En la guerra civil kurda que sobrevino, el UPK aceptó ayuda de la República Islámica de Irán. Más tarde Talabani y Barzani se reconciliaron, presentándose como coalición a las primeras elecciones de Irak bajo ocupación en 2005 bajo el nombre de Alianza Patriótica Democrática del Kurdistán.

### Guerra de Irak
Cuando se produjo la invasión de Irak en 2003, Talabani seguía liderando el PUK y era una figura respetada y reconocida internacionalmente por ser uno de los principales opositores que aún permanecían en el país durante la dictadura de Sadam Huseín. Fue designado por los Estados Unidos como uno de los miembros destacados del consejo interino y ocupó la presidencia durante el mes de noviembre de 2003. Se ha distanciado del movimiento para la independencia kurda, prometiendo apoyar el federalismo iraquí.
Como resultado de las elecciones del 30 de enero de 2005, Talabani fue elegido Presidente de Irak por la Asamblea Nacional Constituyente transitoria el 6 de abril de 2005.
Junto a Talabani asumieron sus cargos sus dos vicepresidentes: el sunita Ghazi al Yawar y el chiita laico Adil Abdul-Mahdi, con Ibrahim Al Yafari como Primer ministro.
Después de las elecciones del 15 de diciembre de 2005, el nuevo Consejo de Representantes de Irak (Cámara Baja del Parlamento iraquí) reeligió a Talabani como Presidente en abril de 2006; en este caso como Presidente Constitucional y no como provisional. El Consejo de Representantes eligió como nuevos Vicepresidentes al chiita Adil Abdul-Mahdi (que también repetía en el cargo) y al sunita Tariq Al-Hashimi.
El 4 de mayo de 2008, su esposa, Hiro Ibrahim Ahmad, fue víctima de un atentado frustrado contra su vida. Cuando la primera dama se dirigía al Teatro Nacional en el centro de Bagdad para presenciar los actos de un festival cultural, una bomba explotó al paso del convoy de vehículos oficiales de la mujer del presidente; el artefacto explosivo causó abundantes daños materiales al automóvil donde viajaban algunos escoltas de la primera dama, pero solo sufrieron heridas leves tres guardaespaldas. La esposa de Talabani resultó ilesa.

## Reelección
Luego de las elecciones parlamentarias del 7 de marzo de 2010, el país se sumió en una crisis política por la falta de una mayoría absoluta y las disputas por ocupar el cargo de primer ministro; pero finalmente el 11 de noviembre se cerró un acuerdo entre las principales fuerzas políticas, y en virtud de ese acuerdo el mismo día el Parlamento reeligió a Talabani como Presidente para otro período de cuatro años. Fueron necesarias dos vueltas, ya que en la primera ronda Talabani no alcanzó el voto de los dos tercios de los diputados; en esa ronda Talabani obtuvo los votos de 195 diputados de los 216 que estaban presentes en el hemiciclo, mientras que un candidato rival, Hussein al-Moussawi (un chií independiente), solo recibió los votos de 12 diputados y hubo 9 votos nulos. En la segunda votación (en la que sólo hacía falta la mayoría simple) Talabani resultó reelegido al obtener nuevamente los votos de 195 diputados de los 213 que estaban presentes en el hemiciclo para esa segunda vuelta; Moussawi retiró su candidatura para esa segunda ronda y hubo 18 votos nulos en la misma. Inmediatamente Talabani encargó a Nuri al Maliki la formación del nuevo gobierno, ya que como parte del acuerdo Maliki también debe ser reelegido primer ministro.
Unos días después Talabani anunció que no firmaría la orden de ejecución de la pena de muerte dictada por la justicia iraquí contra Tareq Aziz, un ex-vice primer ministro del régimen de Sadam Huseín y uno de los principales asesores del fallecido exdictador; Talabani dijo que él era socialista y por eso no podía autorizar la muerte de Aziz, un cristiano iraquí de más de 70 años de edad. De acuerdo a la Constitución iraquí una pena de muerte dictada por los tribunales no puede ser ejecutada sí el presidente no la ratifica con su firma; es una de las pocas funciones reales que tiene el presidente (un cargo mayormente simbólico). Sin embargo, en el pasado Talabani (opositor a la pena de muerte) si ha permitido otras ejecuciones, entre ellas las de varios colaboradores de Saddam.
El 13 de junio de 2011 el presidente Talabani delegó en su primer vicepresidente Al Khudair Khuzai la facultad de firmar las condenas de muerte; y el 19 de julio de ese mismo año también facultó a su segundo vicepresidente Tarek Al Hashimi para firmar o ratificar las sentencias de muerte.